# Jules Théobald
Pour les articles homonymes, voir Théobald.
Jules Théobald, né le 17 avril 1909 au Robert et mort le 5 octobre 2021 à Fort-de-France en Martinique à l'âge de 112 ans, 5 mois et 18 jours, est un supercentenaire français. Il est le doyen masculin des Français entre 2019 et 2021, et le premier  homme français à atteindre 112 ans.

## Biographie
Ancien pêcheur, il vit à Fort-de-France.
Il devient le doyen masculin des Français le 13 octobre 2019, date de la mort de Roger Auvin.

Le 4 mars 2021, il est devenu le Français le plus âgé ayant vécu, battant le record de Maurice Floquet (111 ans et 320 jours).
Le 17 avril 2021, il devient officiellement le premier homme de l’histoire de France à atteindre l'âge de 112 ans. Il est vice-doyen masculin de l'humanité et vice-doyen européen.
Il meurt le 5 octobre 2021 à l'âge de 112 ans, à Fort-de-France (Martinique).

## Pour approfondir